# Catrin Stepanek
Catrin Stepanek (* 2. Februar 1972 in Linz) ist eine österreichische Flötistin, Musikpädagogin und Musikjournalistin.

## Leben
Catrin Stepaneks Musikausbildung begann im Alter von acht Jahren mit Querflötenunterricht. Mit 13 Jahren wurde sie als Jungstudentin im Künstlerischen Basisstudium (KBS) am Anton Bruckner Konservatorium Linz aufgenommen. Ihre folgenden Studien an den Musikuniversitäten Wien und Graz sowie am Konservatorium Amsterdam schloss sie jeweils mit Auszeichnung ab. Solisten wie Aurèle Nicolet, Peter-Lukas Graf, Jean-Pierre Rampal, Jeanne Baxtresser und Trevor Wye waren ihre Lehrer bei Meisterkursen, die sie in Europa und den USA während ihres Studiums absolvierte. Im Jahre 2001 erhielt sie ein Stipendium des Richard-Wagner-Verbandes Linz.
Stepanek ist Mitglied des aus zwei Flöten und zwei Harfen bestehenden „Quartett Fantastique“ und des Holzbläserquintetts „Pala Cinque“ und nimmt an zahlreichen Konzerten in Österreich und im Ausland teil. Dabei tritt sie mit Orchestern wie dem Linzer Konzertverein, dem Linzer Kammerorchester, dem Leondinger Symphonieorchester oder dem St. Pöltner Musikverein auf. Sie wirkt als Substitutin im Bruckner Orchester Linz und im Orchester der Wiener Staatsoper mit und ist Soloflötistin der „PhilHarmonices Mundi“ und des „Ensemble Sonare Linz“.
Als Musikpädagogin unterrichtet Stepanek an der Musikschule der Stadt Linz, der Landesmusikschule Leonding, war 1996/97 an der Musikhochschule Wien tätig und betreut Lehrpraktikanten der Musikhochschule Wien und der Anton Bruckner Privatuniversität Linz. In Zusammenarbeit mit dem Oberösterreichischen Landesmusikschulwerk fungiert sie als Flötenmentorin an der pädagogischen Abteilung der Anton Bruckner Privatuniversität Linz und ist Jurymitglied in Flöten- und Kammermusikwettbewerben.
Als Musikjournalistin arbeitet sie mit dem Brucknerhaus Linz, den Oberösterreichischen Stiftskonzerten und dem Attergauer Kultursommer zusammen.

## Repertoire (Auszug)
Das Repertoire von Stepanek reicht von der Barockmusik bis zur Musik des 21. Jahrhunderts, wobei sie mit Komponisten aus Oberösterreich wie Alfred Peschek, Helmut Schmidinger oder Klaus Hollinetz zusammenarbeitet. Dabei hat sie Uraufführungen ihrer und anderer Werke gestaltet.
- Carl Philipp Emanuel Bach
- Johann Sebastian Bach
- Eugène Bozza
- Claude Debussy
- Kazuo Fukushima
- Franz Anton Hoffmeister
- Heinz Holliger
- Arthur Honegger
- André Jolivet
- Friedrich Kuhlau
- Marin Marais
- Giacinto Scelsi
- Tōru Takemitsu
- Georg Philipp Telemann
- Edgar Varèse
- Herbert Willi
- Yun I-sang